# Marrit Jasper
Marrit Jasper (Sneek, 28 februari 1996) is een Nederlands volleybalspeler. 
In seizoen 2020–21 speelt zij voor Millenium Brescia in Italië. In de zomer van 2024 heeft ze haar debuut gemaakt op de Olympische spelen.

## Privé
Marrit Jasper is de oudere zus van volleybalspeelster Hester Jasper.
Sarah van Aalen · Indy Baijens · Britt Bongaerts · Anne Buijs · Nika Daalderop · Elles Dambrink · Marrit Jasper · Jolien Knollema · Juliët Lohuis · Celeste Plak · Florien Reesink · Eline Timmerman